# سندات التنمية الحكومية السعودية
سندات التنمية الحكومية السعودية تعرف اختصار ب (SGDB)، وهي سندات تكون فترة استحقاقها من سنة إلى عشر سنوات، وتُصدرها مؤسسة النقد العربي السعودي على أساس شهري وتدفع الأرباح لهذه السندات مرتين في السنة.
يتم إصدار سندات التنمية الحكومية لتمويل المشاريع العامة في الدولة ويكون المستفيدون من إصدار هذه السندات هم البنوك السعودية والافراد والشركات السعودية. تُقدر الأرباح بما يعادل الأرباح المحققة من مشاريع التنمية الحكومية وسندات التنمية تكون معفاة من الزكاة.

## وصلات خارجية
موقع مؤسسة النقد السعودي يبين ارباح السندات
بنك الرياض-اجراءات شراء السندات